# Euplexidia illiterata
Euplexidia illiterata là một loài bướm đêm trong họ Noctuidae.